# Иссо
Иссо (итал. Isso) — коммуна в Италии, располагается в регионе Ломбардия, в провинции Бергамо.
Население составляет 665 человек (2008 г.), плотность населения составляет 136 чел./км². Занимает площадь 5 км². Почтовый индекс — 24040. Телефонный код — 0363.
Покровителем коммуны почитается святой апостол Андрей Первозванный, празднование 30 ноября.

## Демография
Динамика населения:

## Администрация коммуны
- Официальный сайт: